# Albert Díaz

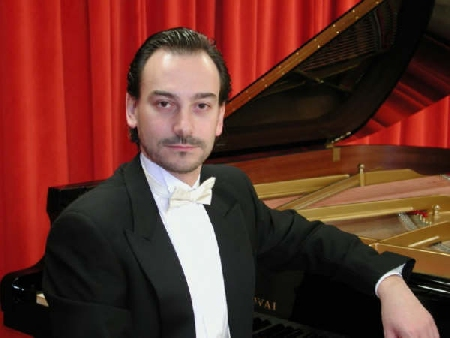
Albert Díaz, pianista español.

Albert Díaz (Palma de Mallorca), es un pianista español.
Los éxitos de los conciertos que Albert Díaz ha ofrecido en Europa, Estados Unidos, Canadá y Sudamérica, le han ayudado a conseguir el prestigioso premio de la Estrella de Oro a la Excelencia Profesional.
Ha actuado en salas de concierto muy importantes de las cuales cabe destacar: la Place des Arts de Mont-real, l’Elebash Recital Hall of Graduate Center de Nueva York, el GAM de Santiago de Chile, la Sede de las Naciones Unidas de Ginebra, el Palacio Real de Varsovia, el Palacio Foz de Lisboa, , la Sala Alfred Cortot de París, entre otras. También ha actuado en prestigiosos festivales, entre ellos el Festival Paderewsky de Varsòvia, el 35 Festiwal Chopin w barwach jesienide Antonin (Polonia), los Festivales Internacionales F. Chopin de Valdemosa y de Caserta, y el Festival de música contemporánea de Chile.
Albert ha actuado como solista con la Deutsch-Französisches Kammerorchester, la crítica de este concierto define a Albert Díaz como “una realidad artística del panorama musical”. Con la Orquestra Sinfónica de las Islas Baleares, en esta ocasión destaca por parte de la crítica “su seguridad, templanza y técnica bien preparada, además de su notable sensibilidad”. El mismo año actuó con la Kammerphilharmonie Baden-Würtemberg en esta ocasión, diferentes críticos destacan: “una imponente ejecución y conjunción con la orquesta”, “una excelente sonoridad y digitación clara, extraordinaria conjunción” y “una exhaustiva preparación”. También ha actuado con la orquestra de cámara “Els Solistes de Mallorca”.
El año 1995 juntamente con el pianista Xavier Mut reciben el encargo de realizar  el estreno en concierto  y la primera grabación de una obra inédita de F. Chopin para piano a cuatro manos. Durante más de  veinte años, son numerosas las actuaciones que este dúo ha ofrecido para instituciones, fundaciones  y  asociaciones como: Gobierno de las Islas Baleares, Oficina de las Naciones Unidas en Ginebra, Consulado General de España en Canadá, The Foundation for Iberian Music de Nueva York, Fundación Marcelino Botín, Fundación “La Caixa”, The Spanish Delegation at the Council of the International Civil Aviation Organization, Asociación Festivales Chopin de Valdemosa, Asociación Paderewsky de Polonia, entre otros.
Por otro lado, Albert Díaz también se interesa por la música contemporánea realizando su doctorado sobre la obra pianística del compositor Romà Alís. Se incorpora al dúo Alter Face, formación a la que numerosos compositores le han dedicado sus obres. Con este dúo, Albert ha ofrecido conciertos en diferentes festivales de música contemporánea de España, Alemania y Chile. 
De sus diversos trabajos discográficos, cabe destacar un CD integral de la obra de Chopin para piano a cuatro manos, y un triple CD con la integral de la obra para piano del compositor Romà Alís, calificada por la crítica como  “un trabajo admirable”. 
Albert ha sido invitado a realizar masterclass en diferentes lugares de las Islas Baleares, París, Viena y Chile.
La formación pianística de Albert Díaz  la recibe en Mallorca, bajo la dirección de Emili Muriscot. Posteriormente se traslada a París donde realiza estudios de perfeccionamiento a l’École Normale de Musique Alfred Cortot, con el profesor Nelson Delle-Vigne. 
Obtiene un Primer Premio de Final de Grado de su promoción en el Conservatorio de las Islas Baleares, así como el Primer Premio, por unanimidad del jurado, en el V Concurso Internacional de Piano de Ibiza. También ha recibido un galardón del Condado de Miami Dade (EE. UU.).
Albert Díaz ha sido director del Conservatorio Superior de Música  de las Islas Baleares y actualmente es profesor titular de este centro. 
- Datos: Q11482207